# Xoán Montes Capón

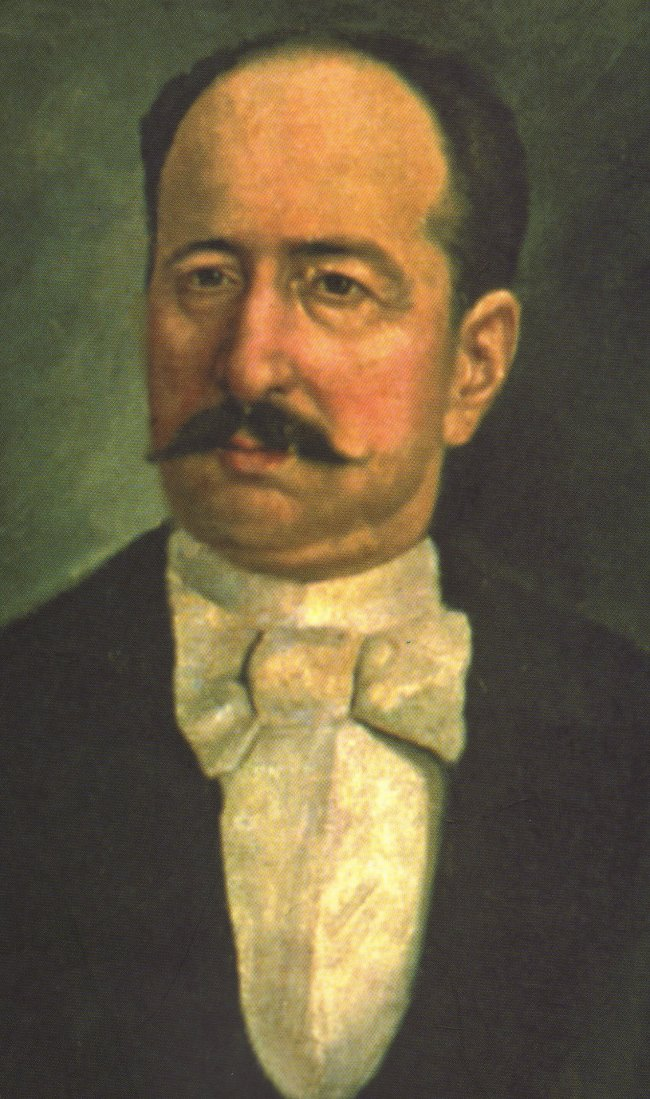
Xoán Montes Capón

Xoán Montes Capón (ook: Juan Montes Capón) (Lugo, 13 april 1840 – aldaar, 24 juni 1899) was een Spaans componist, dirigent, organist en pianist.

## Levensloop
Montes Capón ging naast zijn schoolopleiding sinds oktober 1850 in het seminaar van Sint Laurentius in Lugo en behaalde een goede opleiding voor een kerkelijke carrière, omdat hij Latijn, filosofie en theologie studeerde. In de volgende etappe studeerde hij muziek en componeerde eerste werken met geestelijk karakter (motetten, Stabat Mater, passiemuziek, hymnen) zoals zijn Las siete palabras de Nuestro Señor Jesus Cristo en la Cruz, O Salutatis Hóstia en de hymne Veni Creator Spiritus. Met 13 jaren dirigeerde hij en koor, samengesteld uit seminaristen, voor de missen en andere plechtigheden in de Onze-Lieve-Vrouwekathedraal van Lugo en had hiermee veel succes. Verder speelde hij het orgel in deze kathedraal.
In 1863 besloot hij geen priester te worden en concentreerde zich helemaal op de muziek. Hij interpreteerde als pianist werken van Felix Mendelssohn Bartholdy, Giacomo Puccini, Giuseppe Verdi en andere bekende componisten in zijn geboortestad, maar ook in de hele regio. Hij speelde in theaters, voor culturele gezelschappen en begeleidde bekende kunstenaars en artiesten. Montes Capón reorganiseerde het stedelijke harmonieorkest (Banda di música municipal de Lugo) en werd hun dirigent tot 1890. Met deze banda behaalde hij de eerste prijs tijdens het certamen in Vigo met zijn compositie Alborada Gallega.
Hij richtte in 1879 het Orfeón Lucense op, uit dat zich later de zangvereniging Orfeón Galego ontwikkelde. Met deze vereniging naam hij aan talrijke wedstrijden binnen en buiten Galicië met groot succes deel, onder anderen won hij een eerste prijs tijdens het certamen in 1892 in Havana georganiseerd door de Sociedad Aires de Miña Terra met zijn ballade Negra Sombra. Zij voerden werken uit op teksten van dichters uit Galicië zoals Rosalía de Castro, Manuel Curros Enríquez en Eduardo Pondal.
In 1886 werd hij onderscheiden als ridder in de Orde van Isabella de Katholieke. Hij nam deze onderscheiding echter niet aan, omdat hij van mening was dat hij uitsluitend voor goddelijke kunst onderscheiden kon worden.
Als componist schreef hij kerkmuziek, vocale muziek en werken voor harmonieorkest. Hij won het compositiewedstrijd in A Coruña met de ballade As lixeiriñas andoriñas en met de Sonata Gallega Descriptiva voor viool, altviool en cello. In 1891 won hij een eerste prijs in Vigo met de compositie Aires Populares de Galicia en Nocturnos, in 1892 in León met zijn Himno en Barcarola voor koor en in Pontevedra met zijn Romanzas Gallegas

## Composities

### Werken voor orkest
- 1892 Fantasia, voor orkest

### Werken voor banda (harmonieorkest)
- Aires Populares de Galicia, paso doble
- Alborada Gallega
- Marcha regional gallega
- Marcha triunfal (himno a María Pita)
- Pasodoble de trompetas
- Rapsodia Galega[1]

### Missen en andere kerkmuziek
- 1891 Misa de difuntos, voor sopraan, tenor, bas en orgel
- 1891 Misa de réquiem, voor drie stemmen, orkest en orgel
- Ofertorio-Marcha sobre el himno "Ave María Stela", voor gemengd koor
- Las siete palabras de Nuestro Señor Jesus en la Cruz
- Misa, voor gemengd koor
- Misa solemne en honor del apóstol Santiago, voor vier stemmen, orkest en orgel
- Oficio de Difuntos, voor gemengd koor
- O Salutatis Hóstia
- Plegaria a la Virgen do Rosario - patrona de la Coruña
- Stabat Mater
- Te Deum, voor vier stemmen en orkest
- Veni Creator Spiritus, hymne

### Vocale muziek

#### Werken voor koor
- Barcarola
- Cuarteto de arco
- Doce sono - Melodía gallega para Orfeón, ballade voor gemengd koor en piano - tekst: Rosalía de Castro
- Himno
- Himnos a Calderón de la Barca
- Negra sombra, voor zesstemmig koor en piano - tekst: Rosalía de Castro
- O bico
- Rapaciña si quisieres
- Romanzas Gallegas
- Serenata, voor vier stemmen

#### Liederen
- As lixeiriñas anduriñas, ballade voor zangstem en piano - tekst: Salvador Golpe
- Lonxe d’a terriña, voor zangstem en piano - tekst: Aureliano José Pereira
- Nocturnos
- O pensar d’o labrego, ballade voor zangstem en piano - tekst: Aureliano José Pereira
- Unha noite na eira do trigo, ballade voor zangstem en piano - tekst: Manuel Curros Enríquez
- Una Plegaria para orfeón, ballade voor zangstem en piano

### Kamermuziek
- Sonata Gallega Descriptiva voor 2 violen, altviool en cello

### Werken voor piano
- Vals a la Venatoria
- Habanera

## Media
1. ↑  Rapsodia Galega, 2e deel door "Banda da Escola de Música de Rianxo" o.l.v. Rafael Collazo Moares

- Biblioteca Nacional de España: XX1106176
- Gemeinsame Normdatei: 13621374X
- International Standard Name Identifier: 0000 0000 5923 5876
- Library of Congress Control Number: n78083153
- MusicBrainz: f7cc4bbb-b93b-4706-b6d3-9c2249bf298a
- Système universitaire de documentation: 233248412
- Virtual International Authority File: 25869258
- WorldCat: E39PBJxCDb9vP7dYmGmDCCR3Qq